# Bohumil Opatrný
Bohumil Opatrný (10. listopadu 1880, Mýto – 20. května 1965, Praha) byl český římskokatolický kněz, který v letech 1932 až 1941 a znovu od roku 1946 působil jako generální vikář pražské arcidiecéze a v letech 1941 až 1946 jako její kapitulní vikář. Byl také kanovníkem Metropolitní kapituly u sv. Víta v Praze a později i jejím děkanem.

## Život
Po vysvěcení na kněze v roce 1905 byl ustanoven kaplanem nejprve v Rokycanech a poté v pražské farnosti u kostela sv. Mikuláše. Později vyučoval náboženství na středních školách postupně v Praze, ve Slaném, v Plzni a na Vinohradech. V roce 1928 byl jmenován kanovníkem pražské metropolitní kapituly, později se stal rovněž kancléřem pražského arcibiskupství. Zúčastnil se pouti do Lurd, na mezinárodní eucharistický kongres v Kartágu (1930) a do Říma.
Od 1. března 1932 působil jako generální vikář pražské arcidiecéze. Když bylo po odstoupení Sudet Německu k 30. listopadu 1939 rozděleno území pražské arcidiecéze na pražský a schlackenwertský generální vikariát, stal se generálním vikářem pražského generálního vikariátu. Po úmrtí kardinála Kašpara v roce 1941 byl zvolen kapitulním vikářem; jím zůstal až do nástupu arcibiskupa Berana v roce 1946, který ho jmenoval svým generálním vikářem.
Zemřel 20. května 1965 a dne 27. května 1965 byl pohřben na břevnovském hřbitově, stejně jako později jeho bratr prof. ThDr. Jan Opatrný (10. října 1895 – 7. prosince 1968), který byl profesorem teologické fakulty a kanovníkem Metropolitní kapituly u sv. Víta v Praze.
K jeho dalším významným vědecky působícím příbuzným patří český historik a iberoamerikanista Josef Opatrný a katolický kněz a pastorální teolog Aleš Opatrný. Dále jáhen Martin Opatrný, jeho žena MUDr. Marie Opatrná a jejich děti: jáhen doc. Michal Opatrný, Dr. theol. (vyučující na TF JU), doc. Dominik Opatrný, Th.D. (vyučující na CMTF UP), MUDr. Jan Opatrný (lékař v NÄL Hospital, Trollhättan) a PhDr. Ing. Marie Vymazalová, Ph.D. (roz. Opatrná, vyučující na KTF UK).